# WürthArena
WürthArena è lo stadio del ghiaccio di Egna, così denominato per motivi di sponsorizzazione; è il palazzetto nel quale si disputano gli incontri casalinghi delle locali compagini di hockey su ghiaccio maschile, l'Hockey Unterland Cavaliers, nata nel 2019 dalla fusione fra Hockey Club Neumarkt-Egna e SC Auer Ora, e femminile, l'Hockey Club Lakers. Il palaghiaccio è stato inaugurato nel 2010 e può ospitare sino a 1200 spettatori.
Ha ospitato la maggior parte delle edizioni della Dolomiten Cup, torneo amichevole ad inviti che vede coinvolte squadre provenienti da Deutsche Eishockey-Liga, Lega Nazionale A, EBEL e saltuariamente altri campionati europei.
Ospita anche gli incontri delle South-Tyrol Eagles di hockey su slittino.